# Рождество (Наро-Фоминский район)
Рождество́ — село в Наро-Фоминском районе Московской области в 1,5 км к югу от железнодорожной станции Башкино, на реке Истья. К востоку от села проходит Киевское шоссе, дорога к шоссе через соседнюю деревню Башкино. Площадь — 2,8 км².
В селе есть церковь Рождества Христова (1897, архитектор Виктор Мазырин), родник, магазин.
Рядом с храмом находится здание бывшей церковно-приходской школы. В настоящее время там находится отделение Психиатрической больницы №23 г. Наро-Фоминска.
До 1922 года Рождество было центром Рождественской волости. Село известно тем, что в 1960—1970-е годы здесь находилась дача М. Ростроповича, где некоторое время  жил Александр Солженицын. Здесь были написаны некоторые его литературные произведения (в том числе «Раковый корпус», «Бодался телёнок с дубом»).

## Население
| 2002 | 2006 | 2010 |
| ---- | ---- | ---- |
| 97   | ↘26  | ↘6   |